# Kirgiz nyelv
A kirgiz nyelv az altaji nyelvcsaládba tartozó nyelv. A nyelvet kb. 4 millióan beszélik, főként Kirgizisztánban, Kína nyugati részén, Kazahsztánban, Üzbegisztánban és Tádzsikisztánban. A kirgizek eredetileg egy paleoszibériai nyelvet beszéltek, amelyet erős kipcsak hatás ért, bizonyos vonatkozásban azonban ma is eltér a többi kipcsak nyelvtől. Az ősi kirgiz nyelv egy változatát még néhányan beszélik Mandzsúriában, Kína területén. Egy 1982-es adat szerint alig 10-en voltak a beszélők. Az őskirgiz etnikumhoz alig pár száz fő tartozik.